# Doze (álbum)
Doze é o terceiro álbum de estúdio da cantora brasileira Daniela Araújo, lançado em janeiro de 2017 pela gravadora Som Livre.
O disco fez parte de um projeto da artista desenvolvido com os fãs, chamado 'Eu componho com Daniela Araújo'. Por ele, pretendeu compor doze canções, a cada mês de 2015 e lançá-las separadamente ao longo do ano. Os temas de cada faixa foram escolhidos por internautas, através das redes sociais, exceto "Janeiro" e "Dezembro", cujas temáticas foram escolhidas por Daniela.
O trabalho recebeu a colaboração de vários artistas, tais como Mauro Henrique, vocalista da banda Oficina G3, Priscilla Alcantara, Kivitz e os DJs Max e PV. O repertório também incluiu "Seja o Centro" como faixa bônus, escrita e gravada em parceria com Fernanda Brum. A produção musical é de Daniela em parceria com seu irmão, Jorginho Araújo. Juntos, os músicos estiveram responsáveis pelos arranjos da maioria das músicas.[carece de fontes?]
Com a assinatura da cantora pela gravadora Som Livre, o disco teve seu lançamento cancelado e, mais tarde, liberado em formato físico e digital, com um calendário dos anos de 2017 e 2018 de brinde. As faixas liberadas individualmente se tornaram singles e foram tocadas ao vivo em shows da artista.[carece de fontes?]
| Críticas profissionais | Críticas profissionais |
| Avaliações da crítica  | Avaliações da crítica  |
| Fonte                  | Avaliação              |
| ---------------------- | ---------------------- |
| Super Gospel           | [ 5 ]                  |

## Faixas
A seguir lista-se as faixas, compositores e durações de cada canção de Doze, segundo o encarte do disco.
| N.º            | Título                                | Compositor(es)                                    | Duração |  |
| 1.             | "Janeiro"                             | Daniela Araújo e Dani Aguiar                      | 4:18    |  |
| 2.             | "Fevereiro"                           | Daniela Araújo e Jorginho Araújo                  | 4:05    |  |
| 3.             | "Março" (part. DJ Max)                | Daniela Araújo                                    | 4:35    |  |
| 4.             | "Abril" (part. Kivitz)                | Daniela Araújo, Jorginho Araújo e Kivitz          | 3:50    |  |
| 5.             | "Maio" (part. Priscilla Alcantara)    | Daniela Araújo e Jorginho Araújo                  | 3:48    |  |
| 6.             | "Junho"                               | Daniela Araújo e Jorginho Araújo                  | 4:01    |  |
| 7.             | "Julho"                               | Daniela Araújo e Jorginho Araújo                  | 4:01    |  |
| 8.             | "Agosto" (part. Mauro Henrique)       | Daniela Araújo e Dani Aguiar                      | 5:03    |  |
| 9.             | "Setembro"                            | Daniela Araújo e Dani Aguiar                      | 3:47    |  |
| 10.            | "Outubro" (part. DJ PV)               | Daniela Araújo, DJ PV, Dani Aguiar e Estêvão Lino | 3:23    |  |
| 11.            | "Novembro"                            | Daniela Araújo e Dani Aguiar                      | 4:29    |  |
| 12.            | "Dezembro"                            | Daniela Araújo e Jorginho Araújo                  | 3:46    |  |
| 13.            | "Seja o Centro" (part. Fernanda Brum) | Daniela Araújo e Fernanda Brum                    | 3:29    |  |
| Duração total: | Duração total:                        | Duração total:                                    | 52:41   |  |

## Ficha técnica
Lista-se abaixo os profissionais envolvidos na produção de Doze, de acordo com o encarte do disco.
- Daniela Araújo – vocais, produção musical, arranjos
- Jorginho Araújo – produção musical, arranjos, piano, teclados, programações
- Dani Aguiar – arranjos, violão, baixo, teclado, bateria e programações
- Ocimar de Paula – baixo em "Janeiro"
- Dan Needham – bateria em "Janeiro"
- DJ Max – arranjo, teclados e programações em "Março"
- Jesse Passos – guitarra em "Abril", guitarras e violões em "Julho"
- Tarcisio Buyochi – bateria em "Junho", "Julho" e "Agosto"
- Willian Santos – baixo em "Julho"
- Henrique Garcia – guitarras em "Agosto"
- Felipe Guimarães – bateria em "Setembro"
- DJ PV – arranjo e programações em "Outubro"
- Estêvão Lino – arranjo e programações em "Outubro"
- Cleiton Galvão – guitarras em "Novembro"
- Kleber Augusto – arranjos de cordas nas músicas  "Agosto" e "Dezembro"
- Orquestra Filarmônica de São Petersburgo – cordas em "Agosto" e "Dezembro"
- Fernanda Brum – vocais em "Seja o Centro"
- Gustavo Mariano – vocal de apoio em "Seja o Centro"
- Jessica Augusto – vocal de apoio em "Seja o Centro"
- Daniele Carmo – vocal de apoio em "Seja o Centro"

Equipe técnica
- João Carlos Mesquita (Cuba) – mixagem
- Paulo Jeveaux – mixagem e masterização em "Outubro"
- Cleiton Galvão – mixagem em "Novembro"
- David Lee – masterização

Projeto gráfico
- Frauzilino Jr. – design
- Lucas Bina – design
- Jr2Schoot – fotos